# Estación Valdivia
La estación de Ferrocarril de Valdivia es un inmueble patrimonial ubicado en la ciudad de Valdivia, en la Región de los Ríos, Chile. Su construcción se remonta a fines del siglo XIX, cuando el ferrocarril era un eje central del desarrollo económico y territorial del país. Esta estación paso a formar parte del ramal Valdivia-Antilhue, conectando la ciudad con la red nacional y facilitando tanto el traslado de personas como de carga. Su ubicación ayudo al crecimiento del sector conocido como Barrio Estación, que se consolido como un eje comercial e industrial clave para la ciudad (Consejo de Monumentos Nacionales, 2022).
Con el paso del tiempo y el fin del sistema ferroviario nacional, el edificio cayó en desuso. Sin embargo, en los últimos años ha sido objeto de iniciativas de recuperación y resignificación. La más importante fue su transformación al Centro de Creación Artística Cecrea Valdivia, proyecto impulsado por el Ministerio de las Culturas, las Artes y el Patrimonio, orientado principalmente a niñas, niños y jóvenes (Ministerio de las Culturas, 2017). Además, en diciembre de 2022, la estación fue reconocida oficialmente como Monumento Nacional, y su entorno fue declarado zona típica por su valor histórico y arquitectónico, marcando un hito en la protección del patrimonio local (Diario Austral de Valdivia, 2022).
En la actualidad, la estación sigue teniendo un rol importante en la identidad local. Más allá de su valor histórico, se ha convertido en un espacio donde la cultura, la educación y la memoria se encuentran. Gracias a su recuperación y transformación en un centro abierto a la comunidad, muchas personas -especialmente infantes y jóvenes- han podido reconectar con un lugar que antes estaba abandonado reforzando el sentido de pertenencia en la ciudad.

## Historia

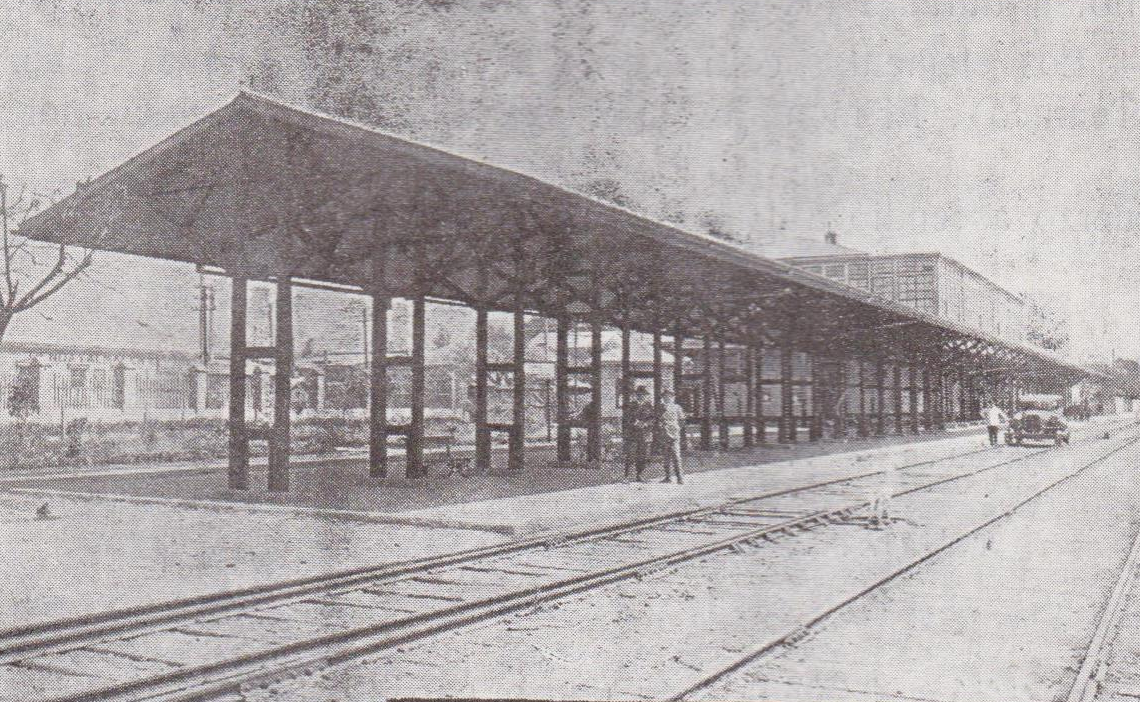
Andenes de la estación de Valdivia, c. 1929.

La Estación Valdivia fue construida a fines del siglo XIX como parte del ramal Valdivia–Antilhue, al integrar a la ciudad de Valdivia a la red ferroviaria nacional. Así, esta infraestructura permitió el transporte regular de pasajeros y carga durante todos sus años de funcionamiento, dicho transporte resultó clave para el desarrollo comercial y territorial del sur de Chile (Consejo de Monumentos Nacionales, 2022). Además, durante las primeras décadas del siglo XX, se ampliaron las instalaciones del complejo ferroviario, al incluir la construcción de un cuartel de Carabineros de Chile cercano a la estación, así como mejoras en la Casa de Máquinas, el galpón de reparaciones y el taller de pintura de la Maestranza de Valdivia, obras que fueron finalizadas en 1923 (Ministerio de las Culturas, 2017).
La estación se mantuvo en funcionamiento hasta 1992, cuando finalizó el servicio denominado «Rápido del Calle Calle». En años posteriores, el edificio fue usado ocasionalmente para el tren turístico El Valdiviano, que realiza recorridos patrimoniales. En la década del 2000, la ampliación de la avenida Costanera Arturo Prat implicó el corte de las líneas férreas originales y la proyección de una nueva estación a 500 metros, que contaría con boleterías, estacionamientos y andén, aunque esta no se concretó (Diario Austral de Valdivia, 2022). Años más tarde, el edificio patrimonial fue restaurado como parte del programa Cecrea, con una inversión cercana a los 2.400 millones de pesos, se convirtió en un espacio cultural y educativo destinado a niñas, niños y jóvenes (Ministerio de las Culturas, 2017; Consejo de Monumentos Nacionales, 2022).

## Impacto Cultural
La estación ha sido un punto de referencia simbólico en el imaginario urbano valdiviano. Su valor cultural no solo reside en su arquitectura, sino también en su rol histórico como articulador del territorio y como núcleo de trabajo ferroviario, social y comercial (Consejo de Monumentos Nacionales, 2022). El surgimiento del Barrio Estación está directamente vinculado a la presencia de la estación, al generar un entorno con identidad propia, caracterizado por el tránsito constante de pasajeros, comerciantes y técnicos de la Empresa de los Ferrocarriles del Estado.
Con el cierre del servicio ferroviario, el edificio fue resignificado por la comunidad local como parte del patrimonio colectivo. Iniciativas como el regreso del tren turístico y proyectos culturales en el espacio han contribuido a mantener viva la memoria del pasado ferroviario (Diario Austral de Valdivia, 2022). A través de ferias, intervenciones artísticas y caminatas patrimoniales, se ha reforzado la conexión entre la historia del ferrocarril y la identidad cultural de Valdivia y de la Región de Los Ríos, dándole nuevo sentido a un espacio antes abandonado.

## Conversión en Centro Cultural
En 2017, el edificio fue seleccionado como sede para el programa Cecrea, impulsado por el Ministerio de las Culturas, las Artes y el Patrimonio. En efecto, esta iniciativa busca fomentar la participación de niñas, niños y jóvenes en procesos de creación artística, ciencia y tecnología desde una perspectiva inclusiva y territorial (Ministerio de las Culturas, 2017). La elección de la estación no solo consideró su valor histórico, sino también su potencial como espacio de encuentro y apropiación comunitaria.
El proceso de restauración respetó la estructura original del edificio, adaptándolo con criterios de accesibilidad e infraestructura moderna para actividades culturales. Con una inversión pública cercana a los 2.400 millones de pesos, el nuevo centro fue equipado con salas para talleres, espacios colaborativos y zonas abiertas al público general (Consejo de Monumentos Nacionales, 2022). Desde entonces, el Cecrea Valdivia se ha consolidado como un referente regional en educación artística no formal y recuperación de espacios patrimoniales en desuso. 